# NGC 2602
NGC 2602 é uma galáxia espiral (S) localizada na direcção da constelação de Ursa Major. Possui uma declinação de +52° 49' 53" e uma ascensão recta de 8 horas, 35 minutos e 04,3 segundos.
A galáxia NGC 2602 foi descoberta em 16 de Fevereiro de 1831 por John Herschel.